# Rio Caddo
O rio Caddo é um rio dos Estados Unidos que corta o estado do Arkansas.

## Curso
- Black Springs (Arkansas)
- Norman (Arkansas)
- Caddo Gap (Arkansas)
- Glenwood (Arkansas)
- Amity (Arkansas)
- Caddo Valley (Arkansas)
- Arkadelphia (Arkansas)